# Wagons East!
Wagons East! (bra Dois Contra o Oeste) é um filme estadunidense de 1994, dos gêneros comédia e faroeste, dirigido por Peter Markle.
Foi o último filme de John Candy, que morreu durante as gravações, vitimado por um ataque cardíaco.

## Sinopse
No Velho Oeste de 1860, colonos desiludidos e insatisfeitos — como o Dr. Phil Taylor (Richard Lewis), Belle (Ellen Greene) e o livreiro Julian (John C. McGinley) — contratam um caubói veterano para conduzi-los a outra cidade.

## Elenco
- John Candy ....... James Harlow
- Richard Lewis ....... Dr. Phil Taylor
- John C. McGinley ....... Julian
- Ellen Greene ....... Belle
- Robert Picardo ....... Ben Wheeler
- Ed Lauter ....... John Slade
- Rodney A. Grant ....... Little Feather
- Charles Rocket ....... General Larchmont
- Joe Bays
- Abraham Benrubi ....... Abe Ferguson
- Jill Boyd ....... Prudence Taylor
- Douglas Carlson ....... Dono do bar
- Melinda Culea ....... Constance Taylor
- Ryan Cutrona ....... Tom
- Bud Davis
- Billy Daydoge ....... Elder
- Thomas F. Duffy ....... Clayton Ferguson
- David Dunard ....... Harry Bob Ferguson
- Steve Eastin ....... Barman
- Roger Eschbacher ....... Repórter
- Stuart Proud Eagle Grant
- Randy Hall ....... Mensageiro
- Chad Hamilton ....... Ricky Jones
- Don Lake ....... Tenente Bailey
- Marvin J. McIntyre ....... Irving Ferguson
- Robin McKee ....... Lindsey Thurlow
- Mauricio Martínez ....... Jogador de baralho
- Denver Mattson ....... Jogador de baralho
- Joel McKinnon Miller ....... Zack Ferguson
- Lochlyn Munro ....... Billy
- Ingrid Nuernberg ....... Henrietta Wheeler
- Patrick Thomas O'Brien
- Ethan Phillips ....... Smedly
- Tony Pearce ....... Junior Ferguson
- Jimmy Ray Pickens ....... Escoteiro
- William Sanderson ....... Zeke
- Derek Senft ....... Jeremiah Taylor
- Marcie Smolin ....... Mulher nos trilhos do trem
- William Tucker ....... Repórter